# 宮原駿介
宮原 駿介（みやはら しゅんすけ、2002年9月12日 - ）は、神奈川県小田原市出身のプロ野球選手（投手）。左投左打。読売ジャイアンツ所属。

## 経歴

### プロ入り前
兄の影響で小学1年生からソフトボールを始め、中学校から野球を始めた。
静岡学園高等学校では1年時からエースとなった。
高校卒業後は東海大学静岡キャンパスへ進学。4年時の2024年6月に開催された「侍ジャパン大学代表選考合宿」にも参加した。
2024年10月24日に開催されたドラフト会議にて、読売ジャイアンツから5位指名を受けた。11月21日、契約金4000万円、年俸800万円で入団に合意した。背番号は57。所属する静岡県学生リーグの投手としては、初めての支配下枠での指名となった。担当スカウトは木佐貫洋。

### 巨人時代
2025年は、ファームで好成績を維持し、8月16日に初の一軍昇格を果たし、同日の阪神戦で中継ぎとして初登板を果たした。

## 選手としての特徴
最速153km/hを計測した力強い直球と切れ味鋭いスライダー、カットボールを武器としている。変化球はその他ツーシーム、チェンジアップ、フォークを投げる。

## 詳細情報

### 記録

#### 初記録
投手記録
- 初登板：2025年8月16日、対阪神タイガース20回戦（東京ドーム）、9回表に5番手で救援登板・完了、1回無失点[9]
- 初奪三振：同上、9回表に小幡竜平から空振り三振[9]

### 背番号
- 57（2025年[2] - ）